# Arctomecon
Arctomecon (лат.) — олиготипный род двудольных растений семейства Маковые (Papaveraceae). Выделен Джоном Торри и Джоном Фримонтом в 1845 году.

## Систематика
В состав рода входят три вида растений:
- Arctomecon californica Torr. & Frém.typus[2]
- Arctomecon humilis Coville
- Arctomecon merriamii Coville

## Распространение
Все три вида являются эндемиками пустыни Мохаве (США).

## Общая характеристика
Многолетние травянистые вечнозелёные растения.
Стебель прямостоячий, ветвящийся.
Листья как правило базальные, опушённые (волоски изогнутые, колючие), с клиновидной вершиной.
Соцветие — сложный зонтик, терминальное.
Плод — 3—6-клапанная коробочка. Семена яйцевидной формы, тёмно-коричневые, блестящие, от нескольких до многих на плод.

## Галерея

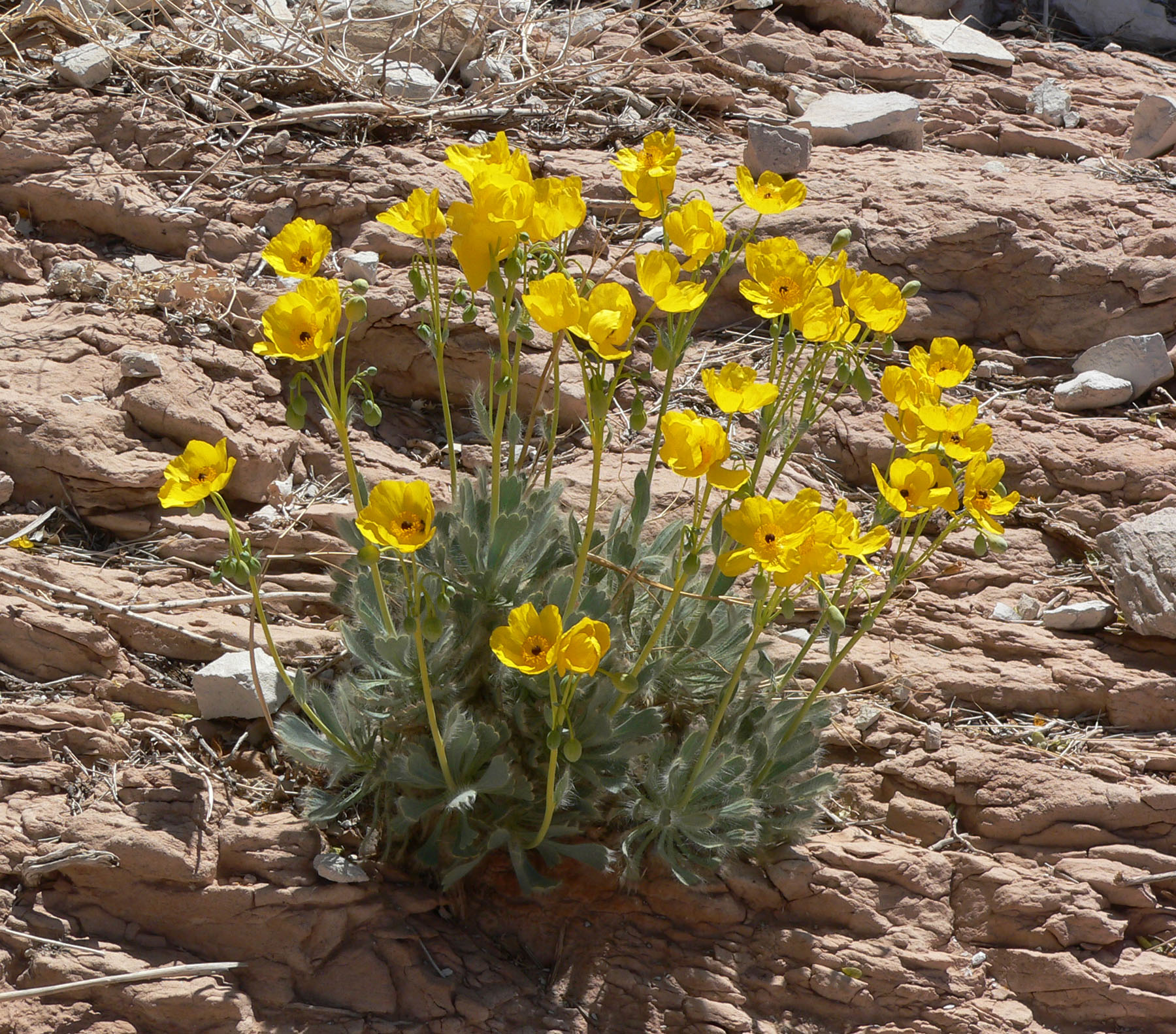
Arctomecon californica
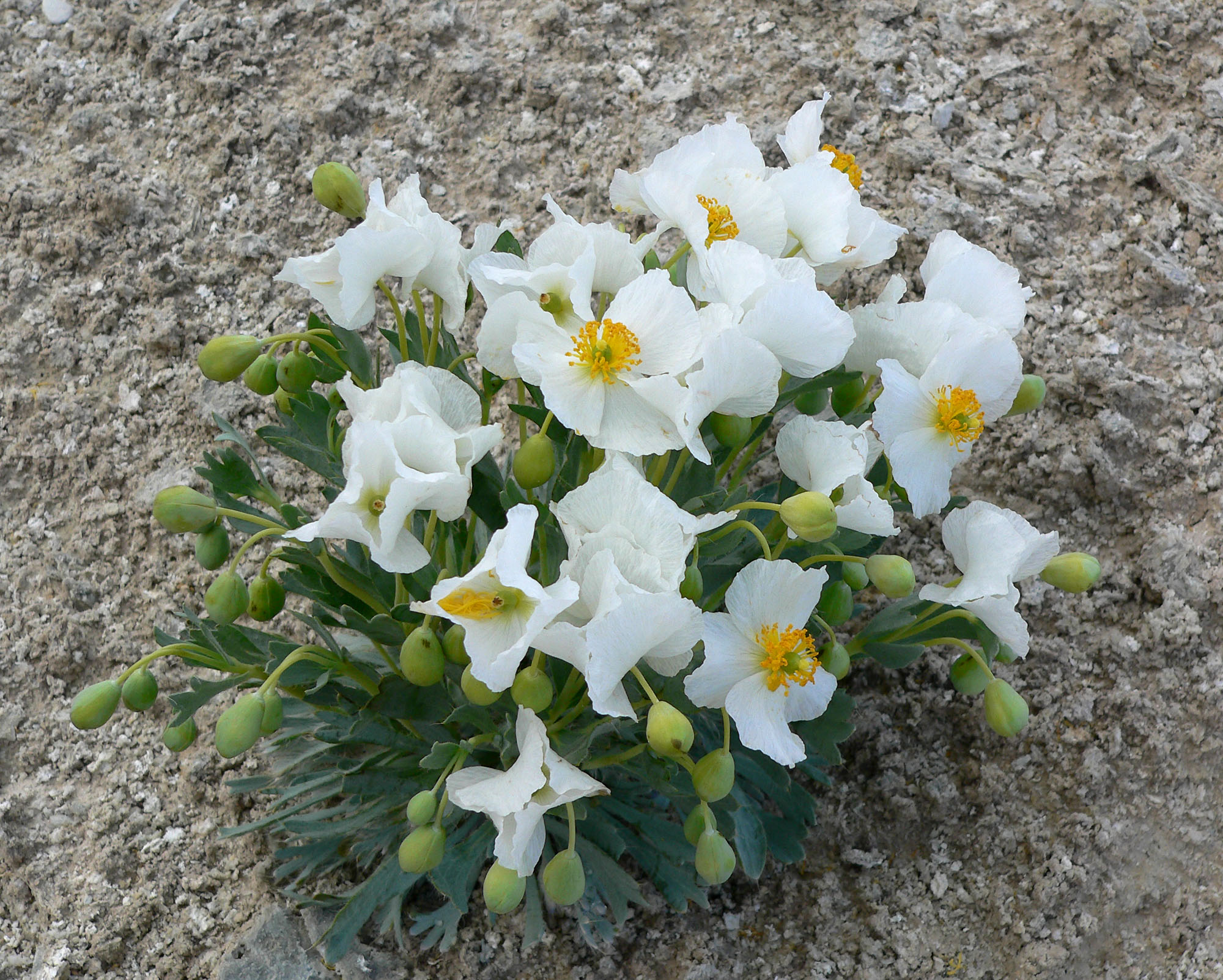
Arctomecon humilis
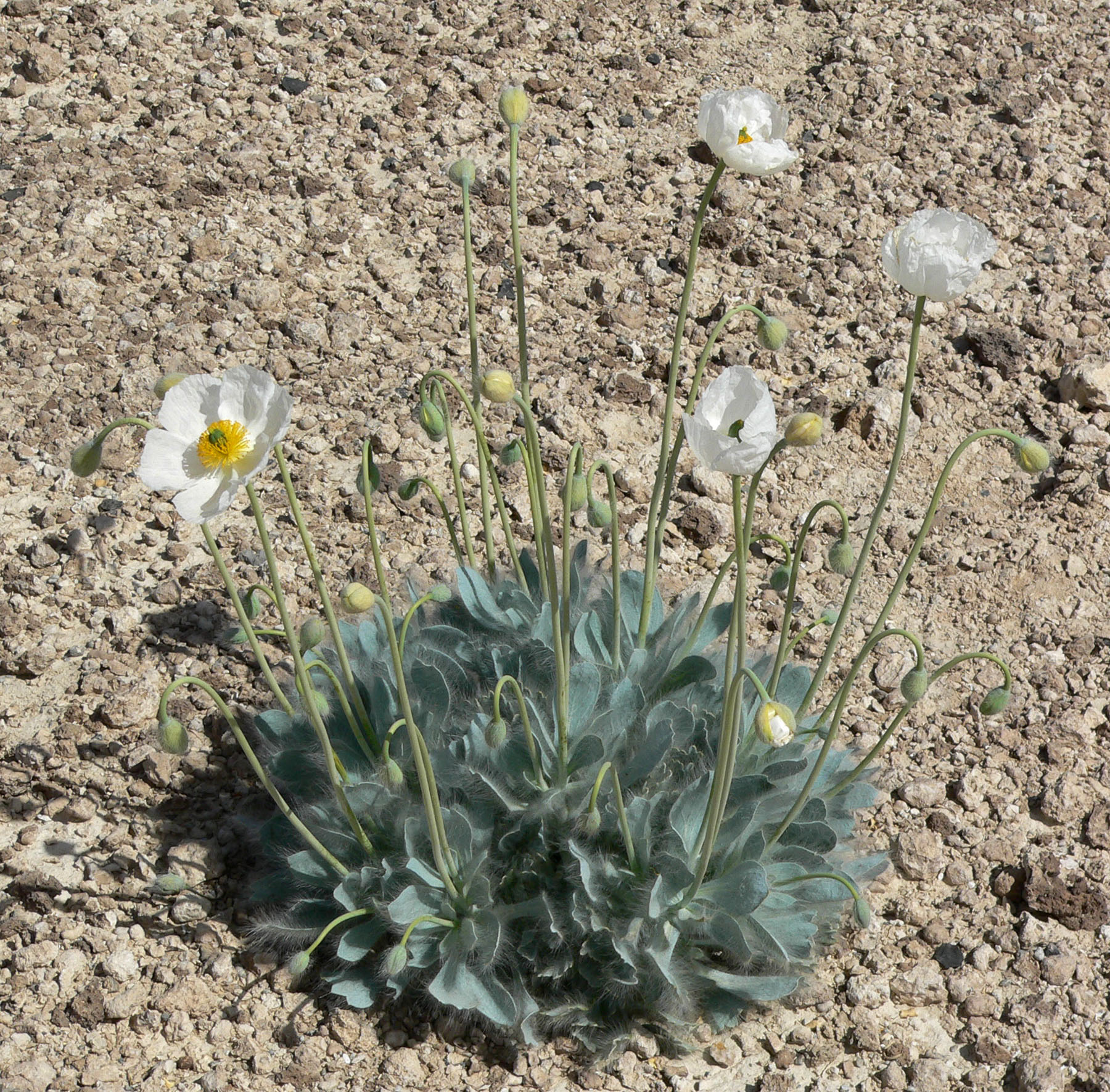
Arctomecon merriamii